# Lestodon
Il lestodonte (gen. Lestodon) è un grande mammifero estinto, vissuto nel Pleistocene (circa 1 milione di anni fa). Appartiene al gruppo dei pelosi (Pilosa), e i suoi resti sono stati rinvenuti in Sudamerica.

## Il bradipo delle pampas
Questo bradipo terricolo era più piccolo rispetto al gigantesco Megatherium, ma raggiungeva comunque la rispettabile taglia di circa 4 metri di lunghezza e di 2,5 tonnellate di peso. Il suo cranio possedeva una dentatura semplice, ma era dotato di grandi canini che potevano essere usati come armi di difesa, al pari delle zampe possenti fornite di lunghi artigli. Insieme a Scelidotherium, più piccolo e snello, il lestodonte era uno degli animali più comuni delle pampas argentine nel Pleistocene.
Recentemente alcuni paleontologi del museo di San Pedro hanno ritrovato un branco di dieci individui appartenenti al genere Lestodon, tra cui alcuni esemplari giovani. Si suppone che i lestodonti vagassero per la pampa e le paludi, cibandosi di arbusti e di foglie. Tra le specie di lestodonte sono da ricordare Lestodon trigonidens e la più recente Lestodon armatus. Alcuni paleontologi ritengono però che si tratti di un'unica specie.